# Прісака-Дорней
Прісака-Дорней (рум. Prisaca Dornei) — село у повіті Сучава в Румунії. Входить до складу комуни Вама.
Село розташоване на відстані 348 км на північ від Бухареста, 45 км на захід від Сучави.

## Населення
За даними перепису населення 2002 року у селі проживали 862 особи.
Національний склад населення села:
| Національність | Кількість осіб | Відсоток |
| -------------- | -------------- | -------- |
| румуни         | 806            | 93,5%    |
| цигани         | 40             | 4,6%     |
| німці          | 14             | 1,6%     |

Рідною мовою назвали:
| Мова      | Кількість осіб | Відсоток |
| --------- | -------------- | -------- |
| румунська | 854            | 99,1%    |
| німецька  | 7              | 0,8%     |